# Boiștea, Neamț
Boiștea este un sat în comuna Petricani din județul Neamț, Moldova, România. Situat la o distanță de 9 km de orașul Târgu Neamț (urmând calea rutieră), satul Boiștea se găsește la baza versantului sudic al dealului cu același nume. Spre deosebire de versantul sudic, cel nordic este mai abrupt și la baza lui se află satul Blebea, o suburbie a orașului Târgu Neamț.
Dealul Boiștea este situat pe latura sud-estica a orașului Târgu - Neamț, pe partea dreapta a râului Ozana, chiar la ieșirea din depresiunea subcarpatică. Are altitudinea maximă de 582 m și este bine împădurit în special de foioase, predominând stejarul. În anumite porțiuni se întâlnesc și arbori ce aparțin ordinului conifere, ne referim în speță la molid. 

Satul Boiștea face parte din comuna Petricani, 47°10' latitudine nordică 26°28' longitudine estică, comună cu o populație de 5.645 locuitori și se învecinează la sud cu satul Târpești.

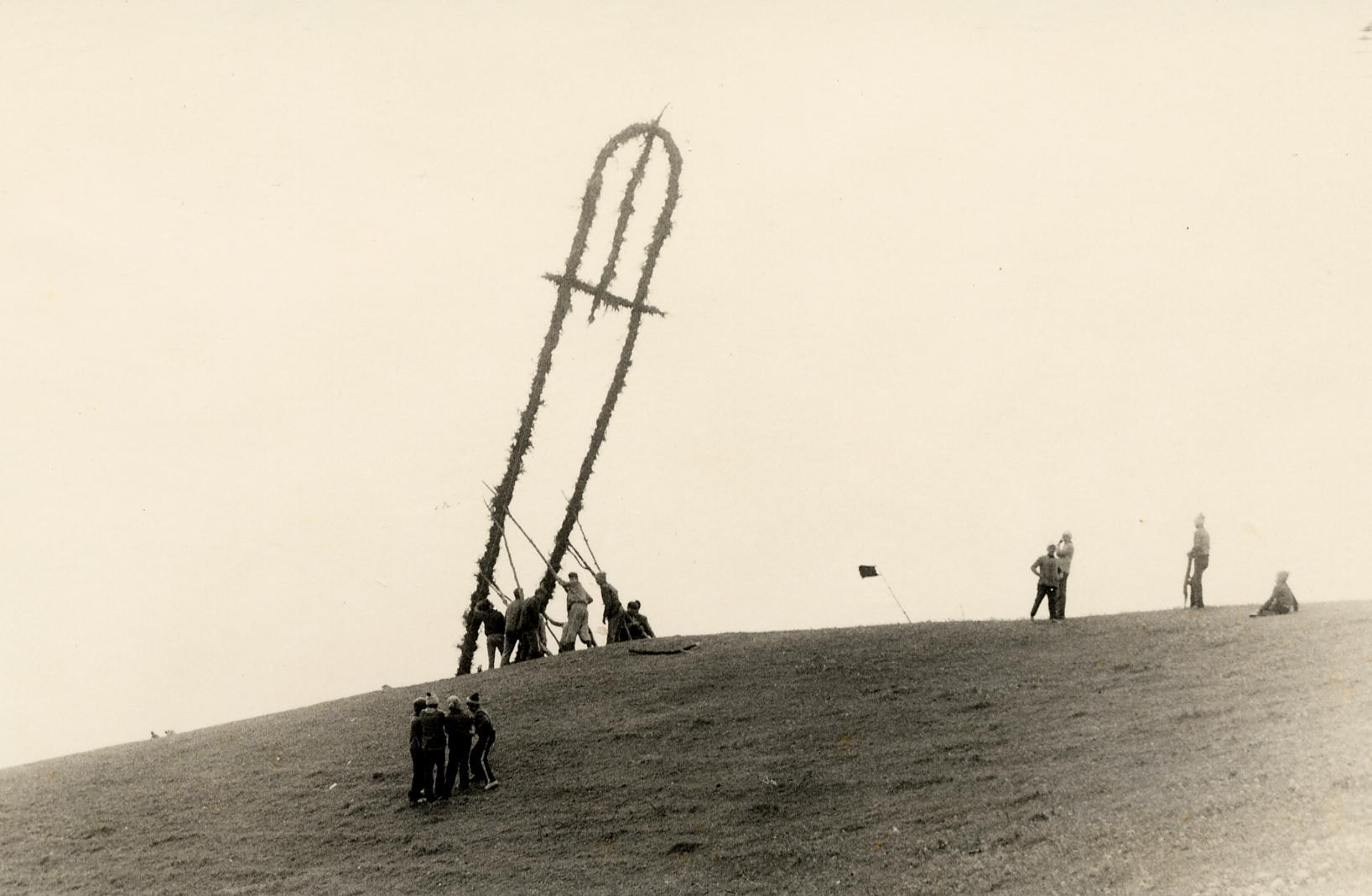
Înălțarea coroanei pe vârful dealului Boiștea - Neamț, în ajunul Sfintelor Paști

## Personalități
- Mihai Busuioc (1847-1912). Învățător. Tânăr absolvent al Școlii Normale Vasile Lupu din Iași, și-a început cariera didactică la Bădeni, în anul 1867, iar în 1869 a devenit învățător la Școala primară din Vatra-Pașcani, unde l-a avut elev pe marele scriitor Mihail Sadoveanu, cel care-l va evoca, ca un adevărat apostol al neamului, în schița Domnu Trandafir (1905).
- Lazarica Dan Claudiu (1992). Atlet, multiplu medaliat national la saritura in inaltime(atletism), medaliat cu argint balcanic la etapa de juniori, desfasurata in Edirne(Turcia) in anul 2011 si la etapa de seniori desfasurata la Novi Pazar(Serbia) 2017. Cu o inaltime de 1.82m a reusit performanta de a sari peste inaltimea de 2.20m.  Alte performante:   Vicecampion international al Bulgariei(2016)  Campion international al Romaniei(2017)